# Liste du patrimoine immobilier classé de Fléron
Cette page regroupe l'ensemble du patrimoine immobilier classé de la ville belge de Fléron.
| Objet | Année de construction / Architecte | Adresse                          | Section communale | Coordonnées                      | Numéro d’inventaire | Illustration |
| --- | ---------------------------------- | -------------------------------- | ----------------- | -------------------------------- | ------------------- | --- |
| Façades et toitures des immeubles sis rue de Heid des Chênes, n°s 38 et 40, à l'exception de l'annexe récente située sur la façade nord est du corps de logis                                                                                  |                                    | Rue de Heid des Chênes, n° 38-40 | Fléron            | 50° 37′ 29″ nord, 5° 40′ 42″ est | 62038-CLT-0004-01   | Image manquanteTéléverser |
| Totalité des orgues de l'église Saint-Denis de Fléron, y compris la tribune et son garde-corps |                                    | Rue du Bac                       | Fléron            | 50° 37′ 20″ nord, 5° 41′ 01″ est | 62038-CLT-0005-01   | Image manquanteTéléverser |
| Entièreté du salon sis au rez-de-chaussée de l'ancien n°8 (partie gauche de l'immeuble principal), comprenant des peintures murales, une cheminée et les boiseries de la porte du XVIIIe siècle de l'immeuble sis rue Heid-des-Chênes, n°s 6-8 |                                    | Rue Heid-des-Chênes n° 6-8       | Fléron            | 50° 37′ 22″ nord, 5° 40′ 58″ est | 62038-CLT-0006-01   | Image manquanteTéléverser |
| Totalité de l'église Sainte-Julienne (extérieur et intérieur, y compris la décoration et le mobilier) sise Voie des Chanoines, n°12 (M) |                                    | Voie des Chanoines n°12          | Retinne           | 50° 38′ 03″ nord, 5° 41′ 58″ est | 62038-CLT-0009-01   | Totalité de l'église Sainte-Julienne (extérieur et intérieur, y compris la décoration et le mobilier) sise Voie des Chanoines, n°12 (M) |
| Site de la Heid des Chênes près de la rue de Jupille |                                    | Rue de Jupille                   | Fléron            | 50° 37′ 39″ nord, 5° 40′ 55″ est | 62038-CLT-0010-01   | Image manquanteTéléverser |